# أنتونيس بيتروبولوس
أنتونيس بيتروبولوس (باليونانية: Αντώνης Πετρόπουλος)‏ (28 يناير 1986 بأثينا في اليونان - ) هو لاعب كرة قدم يوناني في مركز الهجوم. شارك مع منتخب اليونان تحت 19 سنة لكرة القدم ومنتخب اليونان تحت 21 سنة لكرة القدم. أما مع النوادي، فقد لعب مع أيك أثينا وباناثينايكوس ونادي أبولون سميرني ونادي باري ونادي بلاتانياس وDoxa Drama F.C. ‏ ونادي إيغاليو لكرة القدم وHaidari F.C. ‏ والنادي الرياضي بكالوني وKeratsini FC ‏ وأوفي كريت.

## وصلات خارجية
- أنتونيس بيتروبولوس على موقع قاعدة بيانات كرة القدم.إي يو (الإنجليزية)
- أنتونيس بيتروبولوس على موقع Soccerbase.com (لاعب) (الإنجليزية)
- أنتونيس بيتروبولوس على موقع Soccerway.com (الإنجليزية)
- أنتونيس بيتروبولوس على موقع AS.com (الإسبانية)